# Cristoforo Madruzzo
Cristoforo Madruzzo (Calavino, 5 de juliol de 1512 – Tívoli, 5 de juliol de 1578) va ser un cardenal i home d'estat italià, germà del condottiero Eriprando Madruzzo.
Nascut al si d'una família noble de Trento, Cristoforo Madruzzo va estudiar a la Universitat de Pàdua i a la Universitat de Bolonya; va ser canonge de Trento el 1529, de Salzburg el 1536 i de Bresanona l'any següent. En 1539 va ser nomenat príncep bisbe de Trento, per aquell temps parteix del Sacro Imperi Romanogermànic. Després de renunciar al principat el 1567 a favor del seu nebot Ludovico Madruzzo, va encapçalar successivament les diòcesis italianes de Sabínia, Palestrina i Porto. Com a home d'estat va exercir importants missions al servei de l'emperador Carles V, del seu germà Ferran I i del fill d'aquell Felip II, participant activament a la dieta de Ratisbona de 1541 i mantenint el govern del ducat de Milà entre finals de 1556 i agost de 1557.